# Eugeniusz Redlarski
Eugeniusz Marian Redlarski (ur. 23 stycznia 1954) – polski samorządowiec i menedżer, od lipca do października 1994 prezydent Koszalina.

## Życiorys
W 1974 ukończył Technikum Elektroniczne w Koszalinie. Od 1 lipca do 21 października 1994 pełnił funkcję prezydenta Koszalina. Zrezygnował z niej w obliczu oskarżeń o bycie polityczną „marionetką”. W późniejszym okresie kierował jedną z koszalińskich spółdzielni mieszkaniowych (co wiązało się z pozwami jej członków dotyczącymi bezprawnego zajmowania tego stanowiska).